# Pororoca
La Pororoca è un mascheretto che risale la corrente del Rio delle Amazzoni per più di 13 chilometri con onde che in alcuni tratti superano i 4 metri d'altezza. Il nome deriva dalla lingua tupi, e significa grande rumore distruttore. Si crea quando le acque dell'Oceano atlantico fluiscono all'interno del fiume per effetto di una marea. Il fenomeno è visibile soprattutto in febbraio e in marzo.
L'onda della Pororoca è molto popolare tra i surfisti. Dal 1999 si tiene una competizione annuale di surf a São Domingos do Capim. Surfare la Pororoca è però molto pericoloso, in quanto durante il tragitto l'onda trasporta numerosi detriti dalla foresta, compresi anche alberi. Nel 2003 il surfista brasiliano Picuruta Salazar ha cavalcato la Pororoca per una lunghezza di 12,5 chilometri e per un tempo complessivo di 37 minuti.
Nei rami del delta dell'Orinoco, la Pororoca è conosciuta con il nome di macareo.